# Gavino Matta
Gavino Matta   (Sàsser, 9 de juny de 1910 - Sàsser, 20 de gener de 1954) va ser un boxejador italià que va competir durant les dècades de 1930 i 1940.
El 1936 va prendre part en els Jocs Olímpics d'Estiu de Berlín, on guanyà la medalla dem plata en la categoria del pes mosca del programa de boxa. En la final va perdre contra l'alemany Willy Kaiser. En el seu palmarès també destaquen tres campionats nacionals amateurs, de 1934 a 1936, i una medalla de bronze al Campionat d'Europa de boxa de 1937.
El 1938 passà al professionalisme. Disputà 35 combats, 24 guanyats, 9 perduts i 2 nuls. Es retirà el 1948.